# Península de North Auckland
A Península de North Auckland (ou de Auckland do Norte, ou, na sua forma portuguesa, de Auclanda do Norte) ou Península de Northland é uma península no extremo norte da Ilha Norte da Nova Zelândia.
Junta-se ao resto da ilha pelo istmo de Auckland, entre Waitemata Harbour e Manukau Harbour, no centro da Área Metropolitana de Auckland. A Região de Northland ocupa os 80% mais setentrionais da península, enquanto a parte meridional faz parte da Região de Auckland.
A península estende-se para noroeste cerca de 330 km a partir do istmo de Auckland, e tem largura máxima de 85 km. A costa é muito irregular, com muitas subpenínsulas a ramificar a partir da península principal.
Os últimos 100 km constituem a península de Aupouri, na qual se situam os cabos Maria van Diemen, Reinga, Norte, e os Surville Cliffs, o verdadeiro extremo setentrional da ilha Norte, à latitude 34° 23' 47" Sul.